# Gregorio di Nona
Gregorio di Nona (in croato Grgur Ninski; IX secolo – X secolo) è stato un vescovo croato.

## Biografia
Nel X secolo si oppose alle decisioni di papa Giovanni X sulla Chiesa croata in merito all'uso della lingua latina nella liturgia locale, dopo il 925. Gregorio tradusse il messale del rito romano in lingua paleoslava, adottando l'alfabeto glagolitico. La sua iniziativa costituì un importante passo per l'evoluzione della lingua croata e favorì la diffusione nel cristianesimo nel Regno di Croazia.
Nel 925 il papa organizzò un sinodo a Spalato per stabilire se Tomislao I avesse diritto di sovranità anche sui territori della diocesi di Nona. Al sinodo di Spalato i fautori del vescovo romano Gregorio di Nona furono sconfitti e la diocesi fu annessa a quella di Spalato. Fu anche vietato l'uso della lingua paleoslava nella liturgia, che doveva esser sostituito ovunque dal latino. Ciononostante sembra che l'alfabeto glagolitico continuasse ad essere usato fino al XIV secolo.